# 周恆 (台灣)
周恆（1913年9月24日－2006年11月14日），號汝久，河南孟津白鶴鎮人，台灣學者，擔任中興大學、逢甲大學教授，考試院第六屆考試委員，公務人員考試典試委員長。創立中興大學水土保持學系，並由總統蔣中正先生指派其為第一任系主任，推動台灣水土保持工作。中興大學水土保持系稱其為「台灣水土保持之父」。周恆在民國七十五年將水土保育定義為「對水、土以及其有關之物質，如空氣、陽光與現象間相互依存之關係，先加以管理與處理，使其穩定與安全，不致發生災害與禍變，然後再因其安全、穩定之依存現象，從而改進、保育、利用，使人類生生不息，永久造福人群，迄乎億萬年而不衰」。周恒子女為紀念其先父終身致力於水土保持工作及教育之辛勞，於中興大學水土保持學系設立「周恒教授紀念獎助學金」，以鼓勵青年學子勤學向善。

## 年表
- 1913年，9月24日，出生於河南孟津，長子，父親周岐瑞為中醫師，母親安氏。
- 1915年，與當時1歲的蔡曼真女士，雙方家長議訂婚約。
- 1926年，3月15日，加入中國國民黨。
- 1929年，畢業於河南明德中學。
- 1937年，取得河南大學森林、土木系學士學位。
- 1937年，籌建黃河水利委員會黃土沖刷試驗場。
- 1938年，任教洛陽第十區農林學校，歷任教導主任、代理校長、校長等職。
- 1940年，任職黃河水利委員會。
- 1943年，任職河南省政府建設廳技正兼改進所森林系主任。
- 1944年，任職黃河水利委員會關中水土保持試驗區主任。
- 1946年，任教蘭州西北農業專科學校教職。
- 1947年，任職黃河總局(原黃河水利委員會)技正。
- 1947年，任教台灣省立農學院(中興大學前身)森林系[10]。
- 1953年，創辦台灣第一屆水土保持訓練班[11]。
- 1964年，創建中興大學水土保持學系並擔任系主任。
- 1967年，擔任中興大學學務長[12]。
- 1968年，創建中華水土保持學會並擔任理事長[13]。
- 1978年，任職考試院第六屆考試委員[3]。
- 1984年，任教中興大學教授。
- 1985年，任教逢甲大學水利工程學系教授。
- 2006年，3月30日，受洗成為基督徒。
- 2006年，聘任國立中興大學農業暨自然資源學院名譽教授。
- 2006年，11月14日，逝世於台中中國醫藥學院安寧病房。

## 著作

### 出版書籍
- 《黃河流域水土保持問題之商權》（黃河水利委員會水土保持實驗區，民國三十四年油印本）
- 《水土保持學》（民國四十九年省立農學院叢書之十）
- 《水土保持概論》（中興大學教務處印）
- 《土壤沖蝕原理及其分類》（中興大學教務處印）
- 《階段之設計及養護》（中興大學教務處印）
- 《道路保護》（中興大學教務處印）
- 《防風定砂》（民國六十七年七月出版）[14]

### 研究報告
- 《降雨時不同樹種林分下幹流之測定》（中興大學、農復會合作調查報告，民國五十二年）
- 《有關流域管理之草樹耐蔭性試驗》（農林學報第十二輯，民國五十二年）
- 《降雨時不同數種林分下幹流之測定(第二報告)》（中興大學、農復會合作試驗報告，民國五十三年）
- 《不同經濟草類在不同坡度上防沖效能及對土壤滲透影響之測定》（農林學報第十三輯，民國五十三年）
- 《林下牧草耐蔭性及繁殖比較試驗》（中興大學、農復會合作試驗報告，民國五十四年）
- 《不同坡度不同覆蓋下、土壤沖蝕、滲透及蒸發變異之測定》（農林學報第十四輯，民國五十四年）
- 《不同林分內降水之分配與土壤含水量之測定》（農林學報第十五輯，民國五十五年）
- 《台灣省平台階段與山邊溝維護情形調查及其崩壞原因分析》（中興大學、農復會、山坡農牧局合作研究調查報告，民國五十六年）
- 《石門水庫集水區山崩之研究》（中興大學、農復會合作試驗報告，民國五十七年）
- 《沿海稻作生產遭受風害損失及防風林效能試驗》（中興大學、糧食局合作研究報告，民國五十八年）
- 《沿海稻作生產造受風害損失及防風林效能測驗(第二年報告)》（中興大學、糧食局合作研究報告，民國五十九年）
- 《台灣山地道路崩塌原因之研究》（國科會報告，民國五十九年）
- 《沿海稻作生產遭受風害損失及防風林效能測驗(總報告)》（中興大學、糧食局合作研究報告，民國六十年）
- 《台灣山地道路崩塌原因之研究》（國科會報告，民國六十一年）
- 《屏遮那山崩(地滑)原因之研究》（國科會報告，民國六十一年）
- 《彰化區海埔防潮堤植草防沖試驗》（中華水土保持學報第三卷第一期，民國六十一年）
- 《屏遮那山崩(地滑)原因及防治設計研究》（國科會補助研究教授報告，民國六十二年）
- 《台灣之地滑》（中興大學水土保持系印行，民國六十二年）
- 《屏遮那山崩(地滑)地區防治計畫之研究》（國科會補助研究教授報告，民國六十三年）
- 《德基水庫集水區水土保持整體規劃報告》（德基水庫集水區水土保持整體規劃小組編印，民國六十四年）
- 《屏遮那山崩(地滑)之原因及其初步防治研究》（台灣農林廳林物局委託中興大學水土保持學系研究報告）

### 一般論著
- 《黃河沿岸沙丘之改良與利用》（黃河水利會油印本，民國三十四年）
- 《略論黃河治本上水土保持之重要》（玉山創刊號、省立農學院森林系學報，民國三十九年）
- 《土壤沖蝕之種類、影響及其過程》（台灣水土保持工作人員實地業務講習報告，民國四十二年）
- 《特種土地之處理》（台灣水土保持工作人員實地業務講習班報告，民國四十年）
- 《中國古代之水土保持│溝洫》（玉山第十一號、省立農學院森林系學報，民國四十四年）
- 《東台灣之土壤沖蝕及其改進意見》（玉山第十二號、省立農學院森林系學報，民國四十五年）
- 《防沙工程》（四十八年水土保持訓練班講義，民國四十八年）
- 《中國水土保持》（山地農牧局水土保持幹部訓練班講義，民國五十年）
- 《從森林雨水文談治山與防洪》（新生報，民國五十三年五月三日）
- 《從天然資源之保育談永久農業之培養》（五十二年度輔導年刊，民國五十三年）
- 《土壤沖蝕及其過程》（集水區經營研習會講義，民國五十六年）
- 《崩塌地之處理》（集水區經營研習會講義，民國五十六年）
- 《從天然資源之保育談永久農業之培養(第二篇)》（中洲文化論集，民國五十六年）
- 《成功之路│對五十八年度水土保持系畢業同學演講》（中興大學水土保持系印行，民國六十二年）
- 《如何加強人力運用以配合工業發展需要》（中市財經二組(一九二三九)，民國六十二年）
- 《全面發展經濟建設應有之努力》（中市財經二組(一九二三九)，民國六十二年）
- 《農業氣象與農地水文》（省訓團講稿，民國五十七年）
- 《治山防洪之研究》（實踐月刊五十八年十月）